# 石倉康子
石倉 康子（いしくら やすこ）は日本の舞台女優。元劇団四季所属。ミュージカルを中心に活躍している。

## 人物
1994年、劇団四季の研究所に入所。初舞台は『アンデルセン』のアンサンブルである。
『コーラスライン』ではヴァル、ディアナ、ジュディ、ビビ、コニー、マギーなど、多くの役を演じ分けていた。

## 出演作品

### 舞台
- アンデルセン（アンサンブル）
- 美女と野獣（バベット）
- オペラ座の怪人（メグ・ジリー）
- キャッツ（ジェニエニドッツ、ランペルティーザ）
- アイーダ（ネヘブカ）
- ウェストサイド物語（エニイ・ボディズ）
- エクウス（ジル）
- 夢から醒めた夢（アンサンブル）
- ジーザス・クライスト＝スーパースター（アンサンブル）
- コーラスライン（ヴァル、ディアナ、ジュディ、ビビ、コニー、マギー）

### CD
- アイーダ（ネヘブカ）